# YF-75D
YF-75D是中國第三代上面級液氫液氧火箭發動機，采用膨胀循环，用於长征五号系列火箭的第二級，第一代及第二代則分別為YF-73、YF-75，兩台發動機通過機架並聯使用。2003年开始预研论证，2006年10月作为长征五号芯二级动力装置正式开展研制。
有別於中国此前的燃气循环液氢液氧发动机YF-73及YF-75，YF-75D首次採用膨脹循環，其优点在於膨脹循環发动机省去了燃气发生器以及预燃系统等，避免涡轮烧蚀，提高可靠性；並可調整燃料混和比例優化燃料利用，能夠多次點火。

## YF-75E
YF-75E发动机是在YF-75D发动机的基础上，增大喷管的面积比，以提升其工作性能。预计将被使用于长征十号的第三级。

## YF-75DA
YF-75DA发动机是在YF-75D发动机的基础上，保证可靠性的同时将单机真空推力提升1公噸力（9.8千牛頓），达到10吨级。预计将被使用于长征八号改运载火箭第二级。
2025年2月11日17时30分，长征八号甲运载火箭点火升空，卫星被送入预定轨道，发射任务取得圆满成功，航天科技集团六院研制的新型膨胀循环氢氧发动机YF-75DA同步完成首飞。

## 性能参数
|              | YF-75D               | YF-75E               | YF-75DA          |
| ------------ | -------------------- | -------------------- | ---------------- |
| 真空推力：   | 88.36 kN             | 92.108 kN            | 98.07 KN         |
| 真空比冲：   | 442.6秒（4.340每秒） | 451.1秒（4.424每秒） | —                |
| 燃烧室压力： | 4.1 MPa              | 4.1 MPa              | —                |
| 混合比：     | 6.0                  | 6.0                  | —                |
| 喷管面积比： | 80                   | 175                  | —                |
| 净重:        | 265 kg               | —                    | —                |
| 推进剂：     | LOX/LH2              | LOX/LH2              | LOX/LH2          |
| 喷管直径：   | 1.08 m               | 1.6 m                | —                |
| 推重比：     | 34.0                 | —                    | —                |
| 应用：       | 长征五号第二级       | 长征十号第三级       | 长征八号甲第二级 |

## 外部連結
- Engine Manufacturer